# Джудикери-сквер (станция метро)
Джудикери-сквер (англ. Judiciary Square) — подземная станция Вашингтонгского метро на Красной линии. Это одна из 5 первых станций системы метрополитена. Она представлена двумя боковыми платформами. Станция обслуживается Washington Metropolitan Area Transit Authority. Расположена в квартале Джудикери-сквер с двумя выходами на 4-й улице и Ди-стрит и на 5-й улице и Эф-стрит, Северо-Западный квадрант Вашингтона. Выход на 4-й улице и Ди-стрит закрыт в выходные дни. Выход на 5-й улице и Эф-стрит ведёт к Национальному мемориальному комплексу служащих правоохранительных органов, открытый в 1991 году. Также поблизости к станции расположены ряд федеральных зданий судов и муниципальных зданий, Министерство труда США, Счётная Палата США, Джорджтаунский университетский центр права (школа права Джорджтаунского университета), штаб-квартира правительственного агентства Washington Metropolitan Area Transit Authority (обслуживающее транспортные потребности Вашингтонской агломерации), Национальный строительный музей, штаб-квартира Инженерных войск США. Пассажиропоток — 3.762 млн. (на 2010 год).
Станция была открыта 27 марта 1976 года.
Открытие станции приурочено к введению в эксплуатацию 1-й очереди системы Вашингтонского метрополитена, представленной 5 станциями (все на Красной линии): Фаррагут-Норт, Метро-Сентер, Джудикери-сквер, Юнион-Стейшн, Род-Айленд-авеню — Брентвуд.